# 대봉동
대봉동(大鳳洞)은 대한민국 대구광역시 중구의 법정동이다.

## 개요
대봉1동은 대구 도시철도 2호선이 지나고 신천대로 등 교통의 중심지이며, 센트로팰리스아파트 등 양호한 주거환경과 방천시장 등 재개발 활성화지역이며, 동덕로는 대구광역시의 아름다운 거리로 선정된 명물거리로 전통한복과 웨딩 등 패션산업중심의 상권이 형성되는 상업지역이다. 대봉2동은 명덕로를 경계로 남구 이천동과 접하고 있고, 대구시 기념물 2호이며 대구 10경 중 하나인 건들바위가 있어 예로부터 아들을 낳지 못한 부녀자들이 아들낳기를 기원한 장소로 유명하다. 동 주민센터 주변에는 서적상가가 밀집하여 주차난이 심하며 지역 대부분이 재개발 대상 지역으로 노후 주택이 다수 있어 주거환경이 열악한 편이다.

## 유래
1917년 지방 행정구역 변경에 의하여 달성군 수성면의 봉덕동과 대명동이 대구부에 편입되는 동시에 두 동의 일부를 합하여 대명과 봉덕의 앞 글자를 따서 ‘대봉정’으로 불리다가, 1947년에 정을 동으로 고쳤다. 1951년 대구시 남구 대봉 1, 2, 3동으로 분할되고, 다시 1980년 4월 남구에 있었던 남산동과 함께 중구로 편입되면서 대구시 중구 대봉 1, 2동으로 양분되었다. 1981년 직할시 승격으로 중구 대봉1, 2동이 되었다.
중구로 편입된 대봉동 지역은 현재의 명덕로 이북 지역이며, 남구에 잔류하게 된 명덕로 이남의 대봉동 지역은 이천동으로 개칭하여 현재에 이르고 있다.
- 1917년 ∼ 1947년 대구부 대봉정
- 1947년 4월 1일 대구부 대봉동
- 1951년 6월 9일 대구시 남부 출장소 대봉동
- 1963년 1월 1일 대구시 남구 대봉동
- 1980년 4월 1일 중구 편입, 대구시 중구 대봉1동, 2동
- 1981년 7월 1일 대구직할시 중구 대봉1동, 2동
- 1995년 1월 1일 대구광역시 중구 대봉1동, 2동

## 교육
- 경북대학교 사범대학 부설중학교
- 경북대학교 사범대학 부설고등학교

## 언론
- 대구불교방송

## 아파트
| 단지명            | 건설사   | 시행사                             | 주소            | 입주        | 비고 |
| ----------------- | -------- | ---------------------------------- | --------------- | ----------- | ---- |
| 대봉 서한포레스트 | ㈜서한   | 대봉1-3지구 주택재건축정비사업조합 | 중구 대봉로 240 | 2022년 9월  |      |
| 대봉 서한이다음   | ㈜서한   | ㈜하나자산신탁 ㈜송안              |                 | 2024년 10월 |      |
| 경남 센트로팰리스 | 경남기업 | 공무원연금공단                     | 중구 대봉로 260 | 2007년 3월  |      |